# Cournols
Cournols ist eine französische Gemeinde mit 230 Einwohnern (Stand: 1. Januar 2022) im Département Puy-de-Dôme in der Region Auvergne-Rhône-Alpes (vor 2016 Auvergne). Cournols gehört zum Arrondissement Clermont-Ferrand und zum Kanton Orcines (bis 2015 Saint-Amant-Tallende).

## Geographie
Cournols liegt etwa 14 Kilometer südsüdwestlich von Clermont-Ferrand. Die Gemeinde wird im Süden durch den Fluss Monne begrenzt. Umgeben wird Cournols von den Nachbargemeinden Aydat im Norden und Westen, Saint-Saturnin im Osten und Nordosten, Olloix im Süden sowie Saint-Nectaire im Südwesten.

## Bevölkerung
| Jahr                       | 1962 | 1968 | 1975 | 1982 | 1990 | 1999 | 2006 | 2013 |
| Einwohner                  | 157  | 156  | 169  | 196  | 230  | 240  | 226  | 238  |
| Quellen: Cassini und INSEE |      |      |      |      |      |      |      |      |

## Sehenswürdigkeiten
- Dolmen de La Grotte
- Kirche Saint-Pierre
- Kapelle Saint-Clémence
- Kloster Notre-Dame von Randol

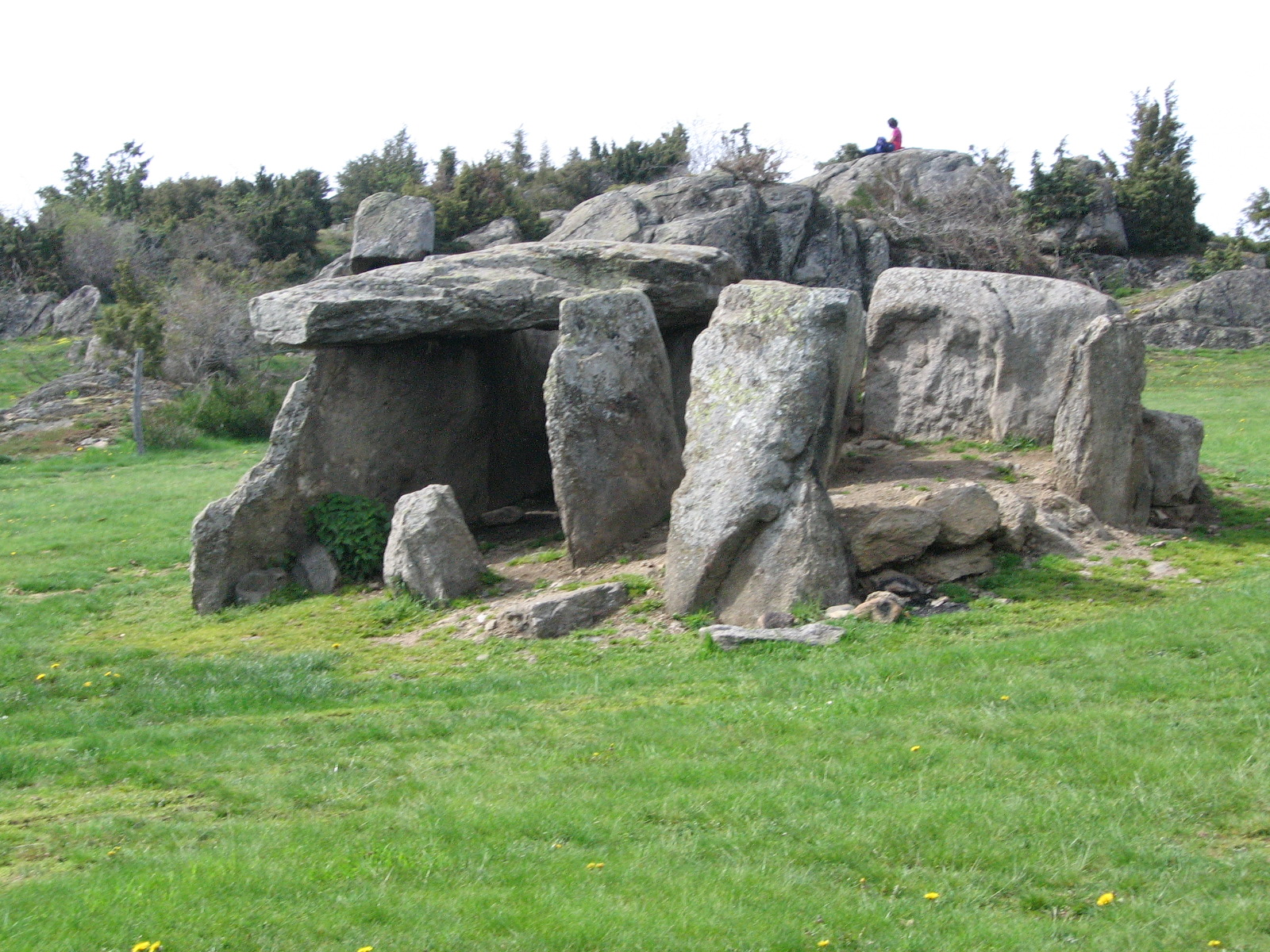
Dolmen
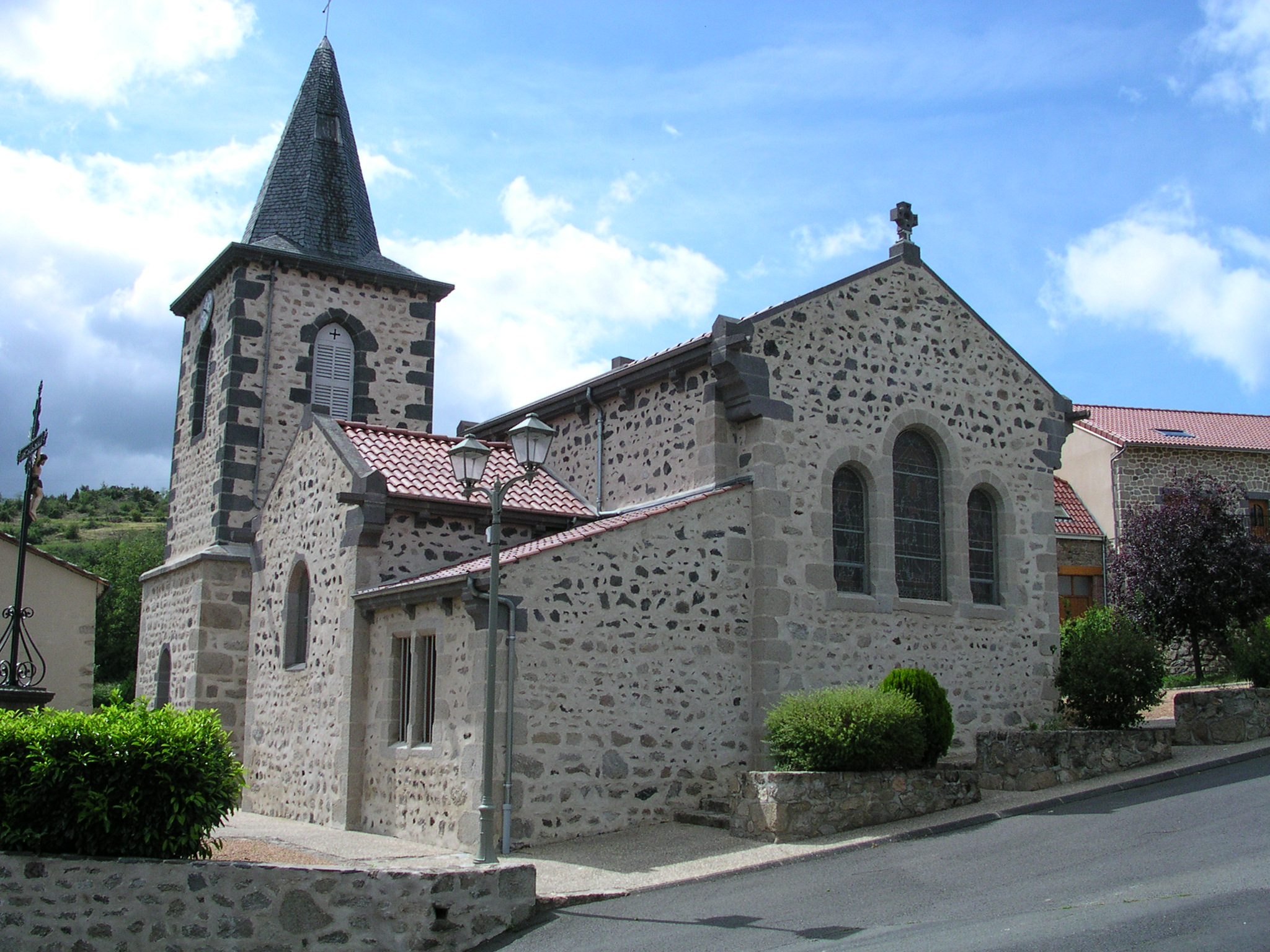
Kirche Saint-Pierre